# Jacob City
Jacob City város az USA Florida államában, Jackson megyében. Lakosainak száma 217 fő (2020. április 1.).

## Népesség
A település népességének változása:
| Lakosok száma | 281  | 250  | 217  |
|               | 2000 | 2010 | 2020 |